# ТЕЦ Бидгощ-2
ТЕЦ Бидгощ-2 (ЕС-2) — теплоелектроцентраль у однойменному місті на півночі Польщі.

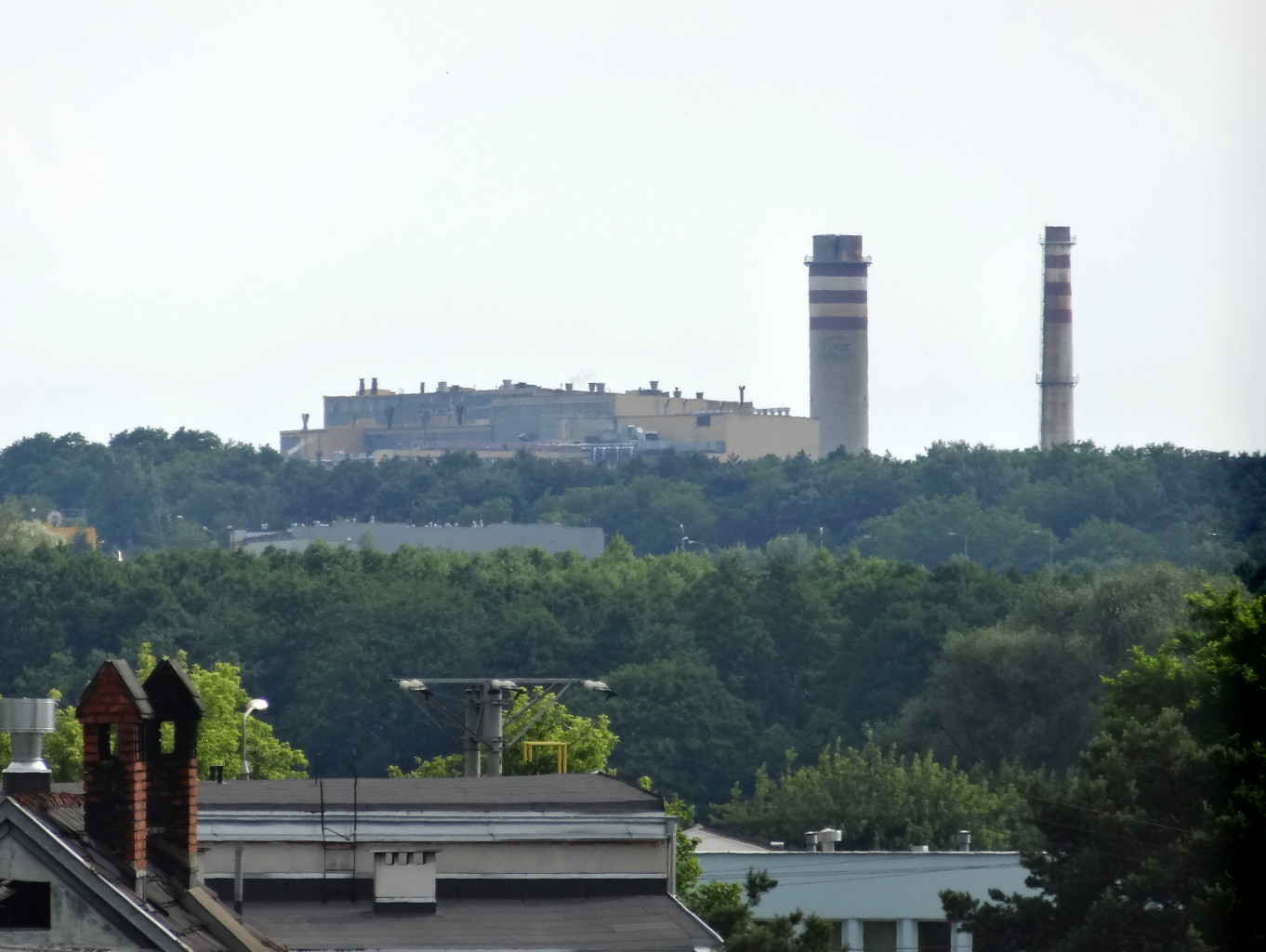

Станцію ввели в експлуатацію у 1971 році з двома теплофікаційними турбінами — 13UP50 потужністю 50 МВт та 13P32 із показником 32 МВт. До 1983-го ТЕЦ підсилили двома турбінами 13UP55 потужністю по 55 МВт та ще однією 13P32. Вони живились від чотирьох парових котлів ОР-230 виробництва рацибузької компанії Rafako.
У 2002-му в турбоагрегаті № 2 змонтували конденсаційну турбіну 1К35 потужністю 35 МВт.
Для покриття пікових навантажень під час опалювального періоду в 1974-му та 1978-му встановили два водогрійні котли Rafako WR-120 із тепловою потужністю по 140 МВт.
Станом на другу половину 2000-х в роботі залишався лише один водогрійний котел. В такій конфігурації ТЕЦ при електричній потужності 227 МВт мала теплову потужність у 627 МВт.
Станом на 2017-й з експлуатації вивели турбоагрегат № 1 (13UP50), після чого станція мала електричну та теплову потужність на рівні 177 МВт та 564 МВт відповідно.
Для охолодження використовують воду із річки Брда (притока Вісли).
Доставка вугілля на станцію здійснюється залізничним транспортом.